# Cláudia Monteiro
Cláudia Monteiro (8 maggio 1961) è un'ex tennista brasiliana.

## Carriera
In carriera ha vinto un titolo di doppio, il Japan Open Tennis Championships nel 1981, in coppia con Patrícia Medrado. Nei tornei del Grande Slam ha ottenuto il suo miglior risultato raggiungendo la finale di doppio misto all'Open di Francia nel 1982, in coppia con il connazionale Cássio Motta.
In Fed Cup ha disputato un totale di 26 partite, collezionando 16 vittorie e 10 sconfitte.

## Statistiche

### Doppio

#### Vittorie (1)
| Numero | Anno            | Torneo                                 | Superficie | Compagna         | Avversarie in finale            | Punteggio     |
| 1.     | 24 ottobre 1981 | Japan Open Tennis Championships, Tokyo | Cemento    | Patrícia Medrado | Barbara Jordan Roberta McCallum | 6-3, 3-6, 6-2 |

### Doppio

#### Finali perse (4)
| Numero | Anno           | Torneo                         | Superficie  | Compagna         | Avversarie in finale              | Punteggio     |
| 1.     | 11 luglio 1982 | Casino Cup Hittfield, Hittfeld | Terra rossa | Patrícia Medrado | Elizabeth Ekblom Lena Sandin      | 6-7, 3-6      |
| 2.     | 18 luglio 1982 | WTA Monte Carlo, Monte Carlo   | Terra rossa | Patrícia Medrado | Virginia Ruzici Catherine Tanvier | 6-7, 2-6      |
| 3.     | 1º agosto 1982 | San Diego Open, San Diego      | Cemento     | Patrícia Medrado | Kathy Jordan Paula Smith          | 3-6, 7-5, 6-7 |
| 4.     | 29 aprile 1985 | South African Open, Durban     | Cemento     | Beverly Mould    | Anna-Maria Fernández Marcie Louie | 5-7, 7-5, 1-6 |

### Doppio misto

#### Finali perse (1)
| Numero | Anno | Torneo                  | Superficie  | Compagno     | Avversari in finale       | Punteggio |
| 1.     | 1982 | Open di Francia, Parigi | Terra rossa | Cássio Motta | Wendy Turnbull John Lloyd | 2-6, 6-7  |